# Tyromyces atrostrigosus
Tyromyces atrostrigosus är en svampart som först beskrevs av Mordecai Cubitt Cooke, och fick sitt nu gällande namn av Gordon Herriot Cunningham 1965. Tyromyces atrostrigosus ingår i släktet Tyromyces och familjen Polyporaceae.   Inga underarter finns listade i Catalogue of Life.